# 化学反応式
化学反応式（かがくはんのうしき、英語: chemical equation）とは、物質の化学反応を表現する為の図表である。通常、化学反応式中で物質は化学式を用いて表され、物質の間での化学量論的な関係を表したり、反応機構や化学反応前後での物質の構造変化を表現したりする。最初の化学反応式はジャン・ベガンによって表された。

## 概要
化学反応では反応前の化学物質を反応物 (reactant)、反応後の化学物質を生成物 (product)といい、矢印記号（通常の順方向の反応では「→」）で区切られ、個々の物質の化学式はプラス記号で区切られる。個々の物質の化学式には、IUPAC命名法を使用し、電子は{\displaystyle e^{-}}を用いて表す（詳細はIUPAC命名法を参照）。
反応物 {\displaystyle {\ce {->}}} 生成物
化学反応式の左辺を原系または反応系、右辺を生成系と呼ぶことがある。生成物は右側に書く。

### 具体例
例えば反応物である
- {\displaystyle {\ce {HCl}}}（塩酸）
- {\displaystyle {\ce {NaOH}}}（水酸化ナトリウム）

が化学反応して生成物である
- {\displaystyle {\ce {H2O}}}（水分子）
- {\displaystyle {\ce {NaCl}}}（食塩）

ができあがる状況を示した化学反応式は
{\displaystyle {\ce {HCl + NaOH -> H2O + NaCl}}}
と表記される。

### 一般的な記号
反応物と生成物を区切る記号は、さまざまなタイプの反応を区別するために使用される。
- 「=」- 化学量論的関係を示すために使用される

- 「→」- 正順方向反応を示すために使用される
- 「⇄」 - 両方向の反応を示すために使用される[2]
- 「{\displaystyle {\ce {<=>}}}」 - 化学平衡を示すために使用される[3]
- 「←→(両頭矢印)」-共鳴を示すために使用される

化学平衡である事を強調したい場合は、化学反応式の矢印は「{\displaystyle {\ce {->}}}」ではなく「{\displaystyle {\ce {<=>}}}」にする。例えば下のように表記される：
{\displaystyle {\ce {NH3 + H2O <=> NH4^+ + OH^-}}}
反応によって気体が発生する場合、その気体の化学式の右側に「↑」を示し、また析出（沈殿）する物質の化学式の右側には「↓」を示す。反応にエネルギーが必要な場合は、矢印の上に示す。大文字のギリシャ文字の{\displaystyle \Delta }（デルタ）を矢印の上に示し、熱エネルギーが反応に関係することを示す。また、光や放射線によるエネルギーの関与を示すために{\displaystyle h\nu }を使用することがある。

### 化学式に付加する記号
化学式に物理的状態を表す場合、化学式の後の括弧内に状態を示す。
- （s） - 固体
- （l） - 液体
- （g）  - 気体
- （aq） - 水溶液を示す

化学反応式と関連するものに熱化学方程式やイオン反応式、半反応式などがある。

## 化学量論的反応式
量的関係を化学量論に基づいて化学反応式で表す場合、各物質は組成式で表すのが普通である。
反応式中の組成式には倍数比例の法則と定比例の法則に従うように係数が付与される。係数（化学量数または化学量論係数、stoichiometric number）には既約となる整数を用い（ただし1の場合は無表記）、後者の法則より右辺と左辺の各原子について種類と総数はそれぞれ等しくしなければならない。係数には、IUPAC命名法で示される数学定数や物理・化学定数を用いることができる。
例えば、炭素 (C) を用いて酸化銅(II)(CuO) を還元し、二酸化炭素 (CO2) と銅 (Cu) を生成する反応は
{\displaystyle {\ce {2CuO + C -> 2Cu + CO2}}}
と表される。

### 熱化学方程式
熱化学方程式（ねつかがくほうていしき、英語: thermochemical equation）とは、化学反応におけるエネルギー収支を化学方程式で表記したものである。エネルギー収支は右辺に式量当りの発生熱量を示す。したがって、発熱反応の場合は正の値、吸熱反応の場合は負の値で示される。

### 半反応式
半反応式は酸化還元反応で使用される化学反応式の形式である（電子 {\displaystyle e^{-}}を含む式）。
酸化還元反応では酸化反応と還元反応とが共役している。したがって、酸化反応と還元反応とを強調したい場合は、それぞれの反応式に分割して示すことがある。これを半反応式と呼ぶ。その結果、半反応式では電子の当量が右辺と左辺とでつりあわない。つりあわない分が、酸化反応から還元反応に渡される電子の当量になっている。